# Refuge d'oiseaux migrateurs de Trois-Saumons
Le refuge d'oiseaux migrateurs de Trois-Saumons est une aire protégée du Canada et l'un des 28 refuges d'oiseaux migrateurs située ans la province de Québec. Créé en 1986 et d'une surface de 157 hectares, il a pour mission de protéger une aire importante de migration de la Grande Oie des neiges, de nombreux canards ainsi que la Bernache du Canada.